# Gao Shun
Gao Shun (143 - 198/7 février 199) était un officier militaire chinois agissant sous les ordres du seigneur de guerre Lü Bu lors de la fin de la dynastie Han en Chine antique. À la fois simple et sévère, il fut l’un des généraux les plus talentueux et fidèles qui prit le parti de Lu Bu. Bien que ce dernier le traitât avec ingratitude et qu’il ne prêtât pas attention à ses conseils, Gao Shun ne montra point d’amertume et resta toujours entièrement dévoué.

## Biographie
En l’an 194, après la prise de Puyang et accompagné de Wei Xu et Hou Cheng, il fut envoyé défendre un camp situé à l’ouest. Aidés de Lu Bu, ils réussirent à reprendre le camp qui était tombé aux mains de l’ennemi et de chasser Cao Cao. Peu après, il combattit également avec succès dans la défense de Puyang. Il suivit ensuite Lu Bu dans sa déroute et par après dans la prise de Xuzhou. Plus tard, Lu Bu le nomma gouverneur de la ville de Xiaopei.
En l’an 196, il réprima la rébellion de Hao Meng dans Xuzhou et peu après, lorsque Yuan Shu mobilisa sa grande armée, il vint opposer la division menée par Qiao Rui. Ensuite, lorsque Liu Bei et Cao Cao s’allièrent pour contrer Lu Bu, Gao Shun, alors général des Gentilshommes de la Maison, fut à nouveau envoyé prendre Xiaopei. Avec Zhang Liao, il orchestra une splendide victoire en arrachant la ville à Liu Bei et en contrant les renforts de Xiahou Dun. Par contre, en l’an 198, il perdit la ville à cause d’une duperie de Chen Deng et s’enfuit avec Lu Bu à Xiapi. Une fois assiégé, il ne put résister à l’assaut des forces de Cao Cao et fut pris captif, puis renonçant de se soumettre, Cao Cao le fit exécuter.